# Liste von Kraftwerken in Palau
Dies ist eine Liste der derzeitigen Kraftwerke Palaus (Stand 2019).
Die Elektrizitätsversorgung in Palau wird durch die Palau Public Utilities Corporation sichergestellt. Sie unterliegt dem Palau Energy Office des Ministeriums für Öffentliche Infrastruktur, Industrie und Wirtschaft.
Palau ist fast gänzlich von importiertem fossilen Brennstoff abhängig. Nur etwas mehr als vier Prozent der erzeugten Elektrizität wurden aus erneuerbaren Energiequellen gewonnen.

## Kraftwerke in Betrieb
Quelle:
| KW-Name        | Leistung in MW | Standort               | Betreiber                          | Status | Art                |
| -------------- | -------------- | ---------------------- | ---------------------------------- | ------ | ------------------ |
| Malakal        | 15,5           | Malakal                | Palau Public Utilities Corporation |        | Dieselgenerator    |
| Aimeliik       | 10,0           | Aimeliik               | Palau Public Utilities Corporation |        | Dieselgenerator    |
| Peleliu        | 01,943         | Peleliu                | Palau Public Utilities Corporation |        | Dieselgenerator    |
| Angaur         | 00,502         | Angaur                 | Palau Public Utilities Corporation |        | Dieselgenerator    |
| Kayangel       | 00,31          | Kayangel               | Palau Public Utilities Corporation |        | Dieselgenerator    |
| (Solaranlagen) | 02,5           | verschiedene Standorte | Palau Public Utilities Corporation |        | Photovoltaikanlage |
| GESAMT         | 30,755         |                        |                                    |        |                    |